# Aeródromo de Son Bonet

i8
i11
i13
Der Aeródromo de Son Bonet (ICAO-Code: LESB) ist ein Flugplatz auf dem Gemeindegebiet von Marratxí im Ortsteil Es Pont d’Inca auf der Baleareninsel Mallorca. Er befindet sich sechs Kilometer vom Zentrum der Hauptstadt Palma entfernt an der Straße von Palma nach Inca.

## Geschichte

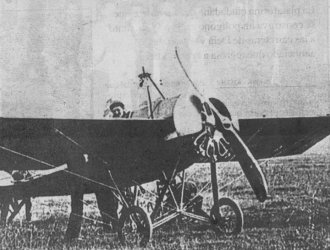
Erste Landung 1916

Am 2. Juli 1916 landete, anlässlich der Einweihung der ersten elektrischen Straßenbahn von Palma de Mallorca, Salvador Hedilla mit seinem Fluggerät auf dem damaligen Flugfeld von Son Bonet. 
Im Jahr 1920 wurde Son Bonet offiziell als erster Flughafen (Aeródromo de Mallorca) in Betrieb genommen. Der erste kommerzielle Liniendienst erfolgte 1927 durch die Luftfahrtgesellschaft Iberia. Auf Son Bonet wurden die ersten Touristen auf Mallorca abgefertigt.
Zwischen 1936 und 1939 diente Son Bonet im Spanischen Bürgerkrieg unter der Federführung von Diktator Franco als Militärflugplatz. Die Luftstreitkräfte aus Italien starteten von dort aus ihre Bombardements der Städte Barcelona und Valencia. Bis zur Öffnung des heutigen Flughafens von Palma de Mallorca im Juli 1960, dem  Aeródromo de Son Sant Juan, für den vollständigen zivilen Luftverkehr war der Flughafen Son Bonet der Hauptflughafen der Insel Mallorca und wurde sowohl militärisch als auch zivil genutzt.

## Nutzung
Heute wird der Flugplatz Son Bonet mit verschiedenen Hangars von der Zivilluftfahrt genutzt. Unter anderem befindet sich dort der erste Aero Club de Mallorca (ACM) mit Flugschule, Hubschrauberstaffel und Löschflugzeugen zur Waldbrandbekämpfung sowie zwei Unternehmen zur Hubschrauberpilotenausbildung. Verwaltet wird der Verkehrslandeplatz Son Bonet wie der Großflughafen Son Sant Juan von der Betreibergesellschaft Aena. Im Jahr 2005 wurden 15.897 Flugbewegungen registriert; im Jahre 2024 betrug die Zahl 18.242.

## Verkehrszahlen
| Jahr  | Fluggastaufkommen | Flugbewegungen |
| ----- | ----------------- | -------------- |
| 2024* | 9.907             | 18.242         |
| 2023  | 9.994             | 16.946         |
| 2022  | 8.983             | 15.332         |
| 2021  | 7.510             | 13.699         |
| 2020  | 3.244             | 9.893          |
| 2019  | 4.122             | 13.359         |
| 2018  | 3.425             | 11.968         |
| 2017  | 2.159             | 12.258         |
| 2016  | 3.180             | 12.934         |
| 2015  | 3.538             | 13.148         |
| 2014  | 2.650             | 11.380         |
| 2013  | 3.139             | 11.171         |
| 2012  | 1.068             | 12.819         |
| 2011  | 0                 | 14.431         |
| 2010  | 0                 | 14.119         |
| 2009  | 0                 | 13.112         |
| 2008  | 0                 | 15.975         |
| 2007  | 0                 | 12.594         |
| 2006  | 0                 | 14.466         |
| 2005  | 0                 | 15.897         |

* 2024: Vorläufige Daten

## Zwischenfälle
- Am 26. September 1957 überrollte eine Vickers Viking 1B (Luftfahrzeugkennzeichen D-ADEL) der Luftreederei Karl Herfurtner bei der Landung auf dem Flugplatz Son Bonet das Bahnende und wurde irreparabel beschädigt.[4]

- Am 11. November 1957 flogen die Piloten einer aus Barcelona kommenden De Havilland Heron 2D der Aviaco (EC-ANZ) im Anflug auf den Flughafen Son Bonet 15 Kilometer vom Flughafen entfernt in einen gut 400 Meter hohen Berg. Durch diesen CFIT (Controlled flight into terrain) wurden alle 4 Insassen getötet, zwei Passagiere und die Piloten (siehe auch Flugunfall der Aviaco auf Mallorca 1957).[5][6]

- Am 10. April 1958 kehrte eine Douglas DC-3 (C-53) der Iberia (EC-ABN) nach dem Start vom Flugplatz Son Bonet für den Flug nach Barcelona aufgrund von Triebwerksproblemen zurück. In einem Feld am Flugplatzrand wurde eine Bauchlandung durchgeführt, die in einem Totalschaden resultierte. Alle Insassen überlebten.[7]